# Huanhu-Yak
Das Huanhu-Yak ist eine Rasse des Hausyaks. Da die gezielte Züchtung beim Yak noch nicht sehr weit fortgeschritten ist, weisen Yak-Rassen insgesamt weniger rassetypische Eigenschaften auf, als dies beispielsweise bei europäischen Landrinderrassen in der Mitte des 19. Jahrhunderts der Fall war. Daher sind phänotypische Unterschiede beim Hausyak vor allem durch die geographische Trennung weit auseinanderliegender Standorte zu erklären.
Das Huanhu-Yak wird vor allem in den Gebieten gehalten, die an den Qinghai-See in Qinghai angrenzen. Das Weidegebiet ist überwiegend semiarid und grenzt an die Wüste Gobi an. Der Bestand beträgt rund eine Million Tiere. Man geht auch davon aus, dass Hausrind in diese Rasse eingekreuzt ist und das daher einige der Unterschiede zum Qinghai-Yak resultieren. Verglichen mit diesem ist das Huanhu-Yak von geringerer Größe und weist einen feineren Körperbau auf. Der Kopf ist schmaler und hat eine längere Schnauze. Der Hals ist dünner, der Brustkorb weiter. Die Beine sind länger und schmaler. Die meisten der Huanhu-Yaks sind hornlos. Die Fellfarbe variiert sehr stark. Etwa 64,3 Prozent sind schwarzbraun, 10 Prozent haben ein graues Fell und weitere 10 Prozent sind weißgefleckt. Fünf Prozent sind kastanienbraun und drei Prozent weiß.

## Belege

### Einzelbelege
1. ↑   Lensch et al., S. 94 bis S. 97